# 连山街道
连山街道，是中华人民共和国辽宁省葫芦岛市连山区下辖的一个乡镇级行政单位。

## 行政区划
连山街道下辖以下地区：
欣蕗园社区、华怡园社区、连山社区、壕外社区、铁河社区、连东社区、二台子社区、连西社区、九龙口社区、东城社区和锦华社区。